# Biên giới Ấn Độ-Pakistan
Biên giới Ấn Độ-Pakistan, được biết đến với tên địa phương là Chacha Gurd (IB), là một biên giới quốc tế chạy giữa Ấn Độ và Pakistan phân định các quốc gia Ấn Độ và bốn tỉnh của Pakistan. Biên giới chạy từ Tuyến kiểm soát (LoC), ngăn cách Kashmir do Ấn Độ kiểm soát với Kashmir do Pakistan kiểm soát, ở phía bắc, đến Điểm không giữa bang Gujarat của Ấn Độ và tỉnh Sindh của Pakistan, ở phía nam.
Được phác thảo và tạo ra dựa trên dòng Radcliffe vào năm 1947, biên giới, phân chia Pakistan và Ấn Độ với nhau, đi qua nhiều địa hình khác nhau, từ các khu vực đô thị lớn đến các sa mạc khắc nghiệt. Kể từ khi Ấn Độ và Pakistan độc lập (xem Ấn Độ thuộc Anh), biên giới là nơi xảy ra nhiều cuộc xung đột và chiến tranh giữa mỗi quốc gia và là một trong những biên giới phức tạp nhất trên thế giới. Tổng chiều dài của biên giới là 3.323 km (2.065 mi), theo số liệu được đưa ra bởi PBS; nó cũng là một trong những biên giới nguy hiểm nhất trên thế giới, dựa trên một bài báo viết trong Foreign Policy băn 2011. Đường biên giới này có thể được nhìn thấy từ không gian vào ban đêm do 150.000 đèn pha chiếu sáng được Ấn Độ lắp đặt trên khoảng 50.000 cột.